# 니콜라 우디노

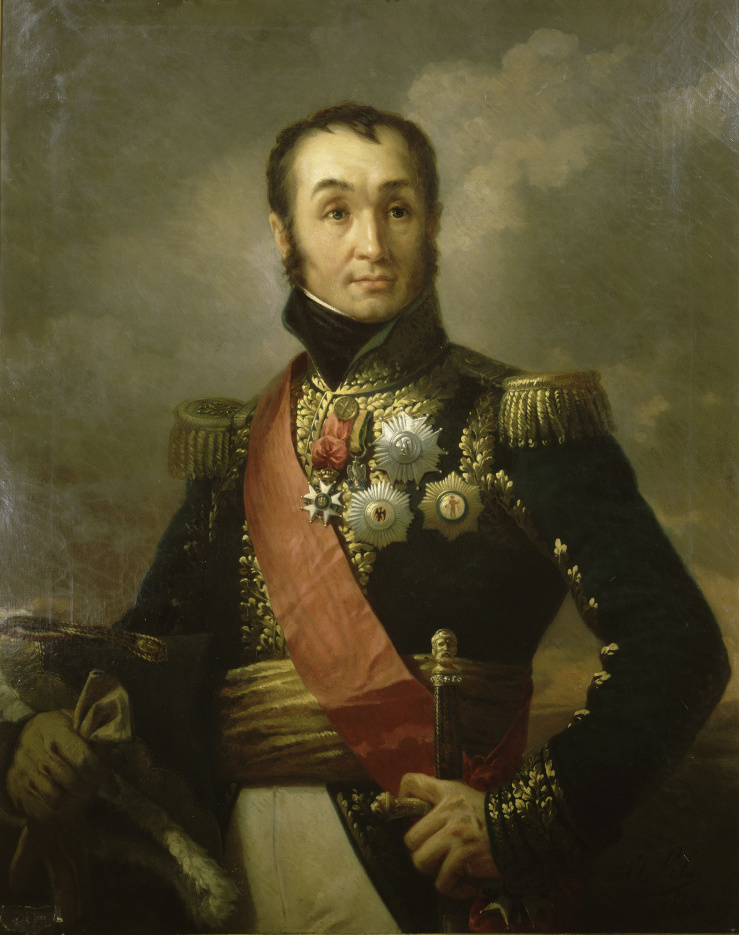
니콜라 우디노.

니콜라 우디노(Nicolas-Charles Oudinot, 1767년 4월 25일 프랑스 바르르뒤크~ 1847년 9월 13일 프랑스 파리)는 나폴레옹 전쟁 당시 프랑스의 장군, 행정가, 육군원수다. 나폴레옹도 인정했을 만큼 잔혹한 조아킴 뮈라와 미셸 네 원수와 함께 손꼽히는 맹장이었다.
사업가의 아들로 1784년 프랑스 왕실 군대에 갔으나 평민은 승진에서 제외되었기 때문에 1787년 제대하여 프랑스 대혁명으로 1792년 뫼즈 지역 의용군 지도자가 되었고 1793년에 정규군에 배치되어 카이저슬라우테른에서 영웅적 항전을 보여 1794년 여단장으로 승진했다.
1799년 사단장이 되어 앙드레 마세나 휘하의 참모장으로 스위스와 이탈리아에서 전투를 치렀고 1805년~1807년 아우스터리츠와 오스트로우앵카에서도 정예 사단을 지휘했다. 1809년 바그람 전투 이후 원수로 승진해 1810년 레지오 공작위를 받았다.
1809년부터 네덜란드 행정관으로 근무하다가 1812년 러시아 원정에 참여했고 1813년 프로이센에게 그로스베렌 전투에서 대패하여 미셸 네에게 사령관직을 넘겨주었다. 1814년 결국 나폴레옹이 퇴위하자 루이 18세 편을 들어 1815년 백일천하 때에도 루이 18세를 지지했고 1823년 스페인에서 근무하다가 1842년~1847년 죽을 때까지 앵발리드 기념관 책임자를 지냈다.

## 같이 보기
- 개선문에 새겨진 이름들